# جوناثان روت
جوناثان روت (بالإنجليزية: Jonathan Root)‏ هو مصور بريطاني، ولد في 1959.